# Glaciación
Una glaciación es un periodo de larga duración en el que baja la temperatura global y da como resultado una expansión del hielo continental de los casquetes polares y los glaciares. Las glaciaciones se subdividen en periodos glaciales, siendo el Würm o la llamada Edad de Hielo, el último hasta nuestros días.
De acuerdo a la definición dada por la glaciología, el término glaciación se refiere a un periodo con casquetes glaciares tanto en el hemisferio norte como en el sur. Según esta definición, aún nos encontramos en una glaciación porque todavía hay casquetes polares en Groenlandia y la Antártida. 

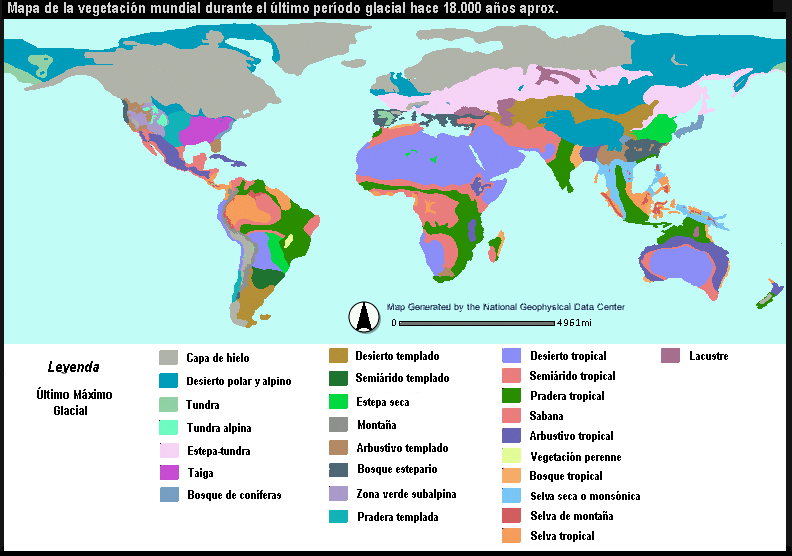
Mapa de las vegetaciones durante el Último Máximo Glacial

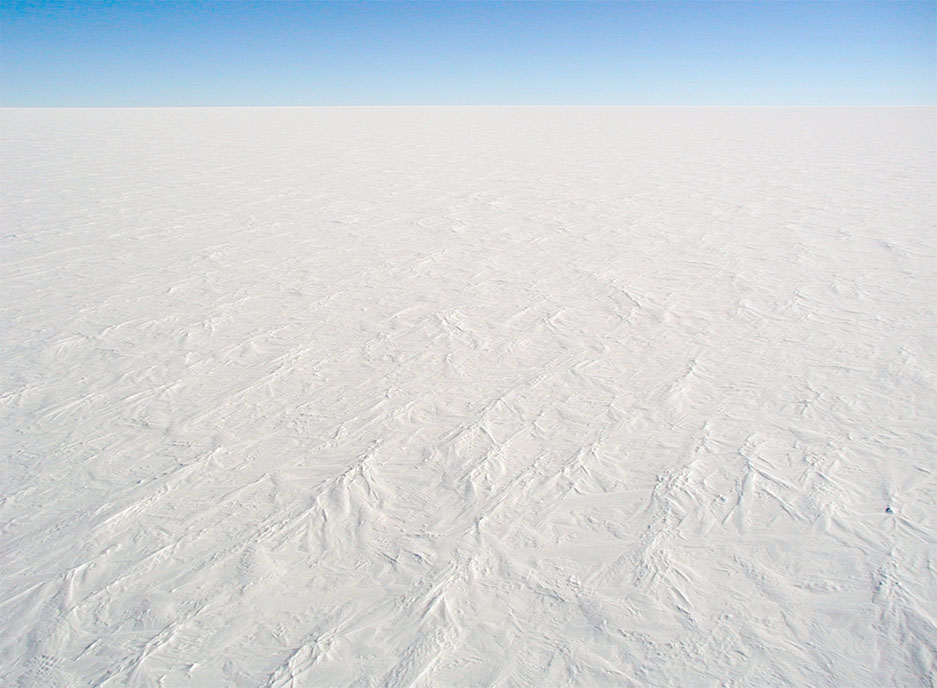
Los casquetes polares se expanden durante las glaciaciones. Esta imagen es del casquete antártico

Más coloquialmente, cuando se habla de los últimos millones de años, se utiliza «glaciación» para referirse a periodos más fríos con extensos casquetes glaciares en Norteamérica y Eurasia: según esta definición, la glaciación más reciente acabó hace 12 000 años. Este artículo usará el término glaciación en el primer sentido, el glaciológico; el término glaciales por los periodos más fríos de las glaciaciones; e interglaciales para los periodos más cálidos.

## Historia

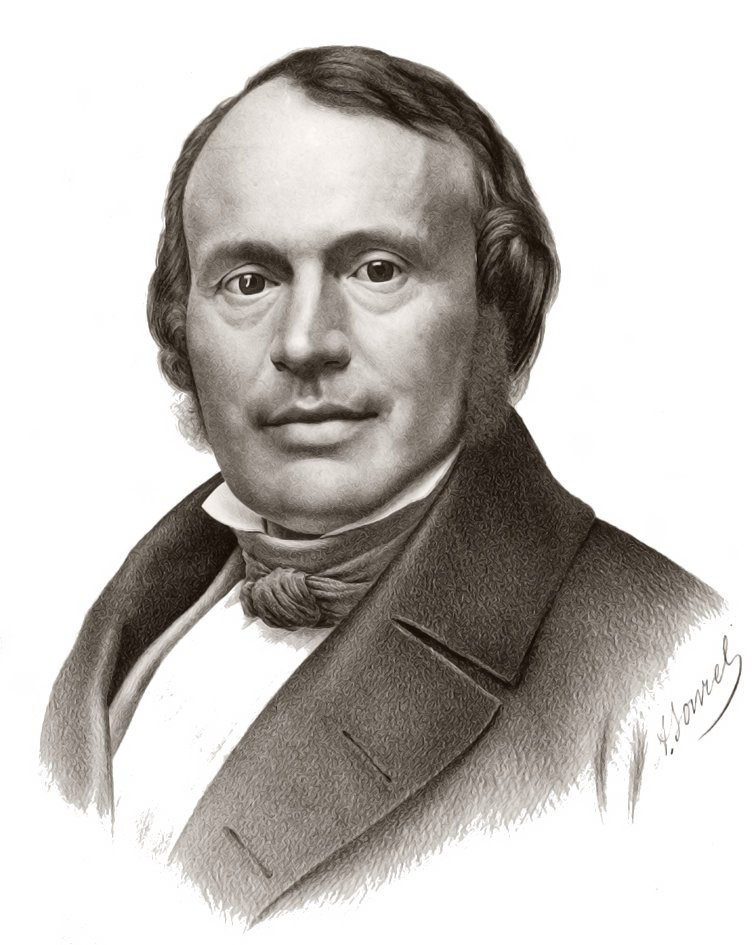
Louis Agassiz, naturalista que difundió la teoría glacial en sus inicios

La  idea de que en el pasado los glaciares fueron más extensos era saber popular en algunas regiones alpinas de Europa: Imbrie e Imbrie (1979) recogen el testimonio de un leñador que explicó a Jean de Charpentier la antigua extensión del glaciar suizo del Grimselpass. La teoría no fue postulada por una única persona. En 1821, un ingeniero suizo, Ignaz Venetz, presentó un artículo en el que sugería la presencia de rasgos de paisaje glaciar a distancias considerables de los glaciares existentes en los Alpes; esto era indicativo de que los glaciares fueron mayores en el pasado y que ocuparon posiciones valle abajo. Entre 1825 y 1833, Charpentier reunió pruebas para apoyar esta idea. En 1836, Charpentier y Venetz convencieron a Louis Agassiz de su teoría, y Agassiz la publicó en su libro Étude sur les glaciers ("Estudio sobre los glaciares"). Según Macdougall, Charpentier y Venetz rechazaron las ideas de Agassiz, quien había ampliado el trabajo de éstos, afirmando que la mayoría de los continentes habían estado cubiertos de hielo en tiempos remotos.
Agassiz presentó como prueba de la teoría glaciar un ejemplo clásico del uniformitarismo. Es decir, puesto que las estructuras observadas no podían ser explicadas de un modo ajeno a la actividad glaciar, los investigadores reconstruyeron la extensión de los glaciares en el pasado, ahora desaparecidos, en función de la presencia de características propias de zonas sometidas a la acción de los glaciares fuera de la situación actual de estos.
En la época de Agassiz, lo que se estudiaba eran los periodos glaciales de los últimos centenares de miles de años, durante la glaciación actual. Todavía no se sospechaba la existencia de antiguas edades glaciales. No obstante, a principios del siglo XX se estableció que la orografía terrestre mostraba características solo explicables por la sucesión de varios eventos glaciales; de hecho, se dividió el periodo glacial cuaternario para Europa y Norteamérica en cuatro elementos, basados fundamentalmente en los depósitos glaciales (en orden de aparición, Nebrasquiense, Kansaniense, Illinoiense y Wisconsiense). Estas divisiones tradicionales fueron sustituidas a finales de siglo cuando los sondeos de sedimentos del fondo marino revelaron ser un registro mucho más completo sobre el clima del periodo glacial cuaternario.

## Efectos de las glaciaciones
Hay tres tipos principales de efectos de las glaciaciones que han sido empleadas como pruebas de su pasada existencia: geológicos, químicos y paleontológicos. 
- Geología. Las pruebas geológicas se encuentran en varias formas, como las rocas erosionadas (ya por arranque, en fases iniciales, ya por abrasión y generación de estrías glaciares, ya por pulverización y formación de harina de roca), valles glaciares, aristas glaciares y horst, rocas aborregadas, morrenas glaciares, drumlins, depósito de tills o bloques erráticos, factura de llanuras aluviales, trenes de valle,[7][8] lagos en las llanuras y fiordos en las costas. Es decir, las condiciones del clima propio como de una época glacial provocan la aparición de las fisonomías antes descritas en la orografía. Las glaciaciones sucesivas tienden a distorsionar y eliminar las pruebas geológicas, haciendo que sean difíciles de interpretar.
- Química. Las pruebas químicas consisten principalmente en variaciones en la proporción de isótopos en rocas sedimentarias, núcleos sedimentarios oceánicos y, para los periodos glaciales más recientes, núcleos de hielo (comúnmente situados en las llamadas nieves perpetuas). Puesto que el agua con isótopos más pesados tiene una temperatura de evaporación más alta, su cantidad se reduce cuando las condiciones son más frías; esto permitió la elaboración de un registro térmico. Aun así, estas pruebas pueden estar adulteradas por otros factores que cambian la proporción de isótopos. Por ejemplo, una extinción en masa incrementa la proporción de isótopos ligeros en los sedimentos y en el hielo porque los procesos biológicos tienden a preferir estos últimos;[9] por lo tanto, una reducción en los procesos biológicos libera más isótopos ligeros, que pueden depositarse a los sedimentos.
- Paleontología. Las pruebas paleontológicas se basan en los cambios en la distribución geográfica de los fósiles; durante un periodo de glaciación, los organismos adaptados al frío migran hacia latitudes más bajas, y los organismos que prefieren un clima más cálido se extinguen o viven en zonas más ecuatoriales. Esto da lugar a la aparición de refugios glaciales y movimientos biogeográficos de retorno.[10] También es difícil interpretar estos indicios porque precisan de: secuencias de sedimentos que representen un largo período, diferentes latitudes y que se puedan correlacionar fácilmente; organismos primitivos presentes durante amplios periodos con caracteres lo suficientemente homogéneos como para poder atribuirlos a un mismo taxón, y de los cuales se conozca el clima ideal (es decir, que puedan emplearse como marcadores); y descubrimientos de fósiles adecuados, cosa que depende mucho del azar.

Pese a las dificultades, los análisis de núcleos de hielo y de sedimentos oceánicos muestran claramente la alternancia de períodos glaciales e interglaciares durante los últimos millones de años. También confirman la relación entre las glaciaciones y fenómenos de la corteza continental, como, por ejemplo, las morrenas glaciales, los drumlins y los bloques erráticos. Por esto se suelen aceptar los fenómenos de la corteza continental como prueba válida de edades glaciales anteriores cuando se encuentran en capas creadas mucho antes que el abanico de tiempo que permiten estudiar los núcleos de hielo y los sedimentos marinos.

## Cronología

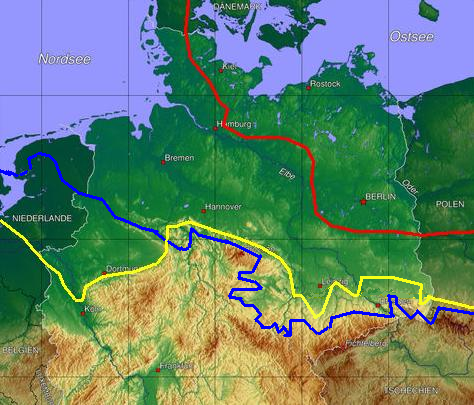
Mapa de la edad de hielo del norte de Europa central. En rojo: límite máximo de la glaciación Weichseliana; en amarillo: máximo de la glaciación de Saala; en azul: glaciación máxima de la edad de hielo de Elster.

Ha habido al menos cuatro grandes edades glaciales en el pasado. Aparte de estos periodos, parece que la Tierra siempre ha estado libre de hielo incluso en sus latitudes más altas.
La glaciación hipotética más antigua, la Glaciación Huroniana, tuvo lugar entre hace 2700 y 2300 millones de años, a principios del eón Proterozoico.
La glaciación bien documentada más antigua, y probablemente la más severa de los últimos mil millones de años, empezó hace 850 millones de años y finalizó hace 630 millones de años (período Criogénico), y podría haber producido una glaciación global (es decir, un periodo en el cual el globo entero quedó cubierto de hielo). Acabó muy rápidamente a medida que el vapor de agua volvía a la atmósfera terrestre y se incrementaba el efecto invernadero provocado por la acumulación de dióxido de carbono emitido por los volcanes, ya que los mares gélidos no tenían capacidad de absorción del citado gas. Se ha sugerido que al final de esta glaciación se desencadenó la explosión cámbrica, aunque esta teoría es reciente y controvertida.

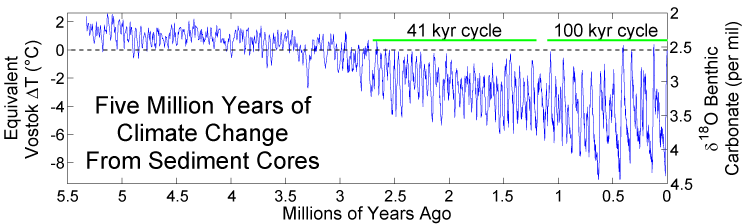
Los registros sedimentarios muestran las secuencias alternantes de periodos glaciales e interglaciares en los últimos millones de años.

Una glaciación menor, la andeana-sahariana, sucedida hace entre 460 y 430 millones de años, durante el Ordovícico superior y el Silúrico, tuvo intervalos con extensos casquetes polares entre hace 350 y 260 millones de años, durante el Carbonífero y Cisuraliano, relacionados con la glaciación de Karoo.
La glaciación actual empezó hace 40 millones de años con la expansión de una capa de hielo en la Antártida. Se intensificó a finales del Plioceno, hace tres millones de años, con la extensión de capas de hielo en el hemisferio norte, y continuó durante el Pleistoceno. Desde entonces, el mundo ha pasado ciclos de glaciación con el adelanto y retroceso de las capas de hielo durante miles de años. El periodo glacial más reciente en sentido amplio acabó hace unos diez mil años, por lo que, dependiendo del autor documentado, podríamos aseverar que nos situamos en un periodo interglacial. Existen sin embargo otras posturas que afirman estamos en una era postglacial.
Las edades glaciales también se pueden subdividir según el ámbito geográfico y el tiempo; por ejemplo, los nombres Riss (hace 180 000-130 000 años) y Würm (hace 70 000-10 000 años) se refieren específicamente a glaciaciones de la región alpina. Cabe destacar que la extensión máxima del hielo no se mantiene durante todo el periodo. Desafortunadamente, la acción erosiva de cada glaciación tiende a eliminar casi completamente la mayoría de las pruebas de capas de hielo anteriores, excepto en regiones en que la capa más reciente no llega a la expansión máxima. Es posible que no se conozcan periodos glaciales más antiguos, especialmente del Precámbrico, debido a la escasez de rocas situadas a latitudes altas durante los periodos más antiguos.

### Sucesiones glaciales

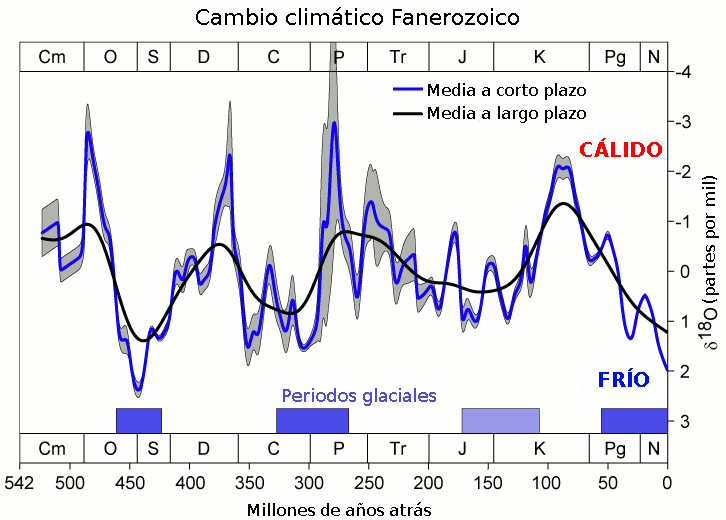
Cambio climático durante el Fanerozoico (las glaciaciones están indicadas con barras azul oscuro)

En las siguientes tablas se lista la sucesión de las principales glaciaciones y se detallan las etapas glaciales e interglaciales del Pleistoceno y Holoceno:
| Glaciación                                                                          | Millones de años (AP)   | Periodo                              | Era               |
| ----------------------------------------------------------------------------------- | ----------------------- | ------------------------------------ | ----------------- |
| Edad de Hielo Cenozoica Tardía (incl. Glaciación cuaternaria)                       | 34–presente             | Cuaternario Neógeno Paleógeno tardío | Cenozoico         |
| Glaciación Karoo                                                                    | 360–289                 | Pérmico Carbonífero                  | Paleozoico        |
| Glaciación Andino-Sahariana (incl. Glaciación del Ordovícico tardío e Hirnantiense) | 450–420                 | Silúrico Ordovícico tardío           | Paleozoico        |
| Glaciación Baykonur Glaciación Gaskiers Glaciación Marinoana Glaciación Sturt       | 547 580 650–635 715–680 | Ediacárico Criogénico                | Neoproterozoico   |
| Glaciación huroniana                                                                | 2400–2100               | Riásico Sidérico                     | Paleoproterozoico |
| Glaciación Pongola                                                                  | 2900–2780               |                                      | Mesoarcaico       |

| Clima        | Denominación                   | Antigüedad | Época       |
| ------------ | ------------------------------ | ---------- | ----------- |
| Interglacial | Actual                         | 10 000     | Holoceno    |
| Glacial      | Glaciación de Würm o Wisconsin | 80 000     | Pleistoceno |
| Interglacial | Riss-Würm                      | 140 000    | Pleistoceno |
| Glacial      | Glaciación de Riss o Illinois  | 200 000    | Pleistoceno |
| Interglacial | Mindel-Riss                    | 390 000    | Pleistoceno |
| Glacial      | Glaciación de Mindel o Kansas  | 580 000    | Pleistoceno |
| Interglacial | Günz-Mindel                    | 750 000    | Pleistoceno |
| Glacial      | Glaciación de Günz o Nebraska  | 1,1 m.a.   | Pleistoceno |
| Interglacial | Donau-Günz                     | 1,4 m.a.   | Pleistoceno |
| Glacial      | Donau                          | 1,8 m.a.   | Pleistoceno |
| Interglacial | Biber-Donau                    | 2 m.a.     | Pleistoceno |
| Glacial      | Biber                          | 2,5 m.a.   | Pleistoceno |

## Glaciales e interglaciares

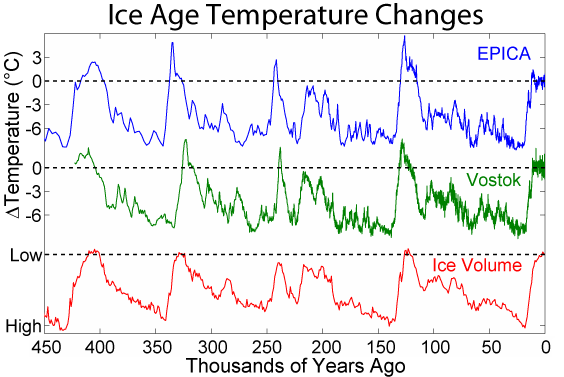
El patrón de los cambios en la temperatura y el volumen de hielo relacionados con los glaciales e interglaciares recientes.

Dentro de las edades glaciales (o al menos dentro de la última), hay periodos más templados y más severos. Los más fríos se denominan "periodos glaciales", y los más cálidos, "interglaciares".
Los glaciales se caracterizan por climas más fríos y secos en gran parte de la Tierra, así como por grandes masas de hielo que se extienden desde los polos por tierra y mar. Los glaciares de las montañas llegan a altitudes más bajas a causa de una cota de nieve menor. El nivel del mar baja debido al agua atrapada en el hielo. Hay pruebas de que las glaciaciones distorsionan los patrones de circulación oceánica. Como la Tierra tiene grandes zonas heladas en el Ártico y la Antártida, nos encontramos en un mínimo glacial. Estos periodos se denominan "interglaciares". El interglaciar actual recibe el nombre de Holoceno.
Se atribuía a los periodos glaciales una duración de unos doce mil años, pero las conclusiones derivadas del estudio de núcleos de hielo parecen contradecirlo. Por ejemplo, un artículo en Nature sugiere que el interglaciar actual puede ser parecido a un interglaciar anterior que tuvo una duración de 28 000 años.
Los cambios debidos a la variación orbital de la Tierra sugieren que la próxima glaciación empezará de aquí a cincuenta mil años, pese al calentamiento global provocado por el ser humano. Aun así, los cambios provocados por los gases de efecto invernadero podrían superar a la variación orbital si se continúan usando combustibles fósiles.

## Regulación
Cada periodo glacial está sujeto a una retroalimentación positiva que lo hace más severo y una retroalimentación negativa que mitiga los efectos y que acaba por restablecer el equilibrio.

### Procesos que acrecientan la glaciación
El hielo y la nieve aumentan el albedo, es decir, hacen que se refleje más luz solar y se absorba menos. Por lo tanto, cuando baja la temperatura del aire, se extienden las capas de hielo y nieve, y esto continúa hasta que se logra un equilibrio. La reducción de los bosques que provoca la expansión del hielo también incrementa el albedo.
Otra teoría sugiere que un océano Ártico sin hielo provocaría más precipitaciones en forma de nieve en latitudes altas. Cuando el océano Ártico está cubierto de hielo a baja temperatura, hay poca evaporación o sublimación, y esto hace que las regiones polares sean bastante secas en cuanto a las precipitaciones, más o menos como los desiertos. Estas escasas precipitaciones permiten que la nieve se evapore durante el verano. Cuando no hay hielo, el océano absorbe energía solar durante los largos días estivales, y se evapora más agua. Con más precipitaciones, una parte de la nieve no se evapora durante el verano, si bien el hielo glacial se forma a latitudes inferiores, reduciendo las temperaturas por la vía del aumento del albedo (las predicciones actuales indican que el calentamiento global eliminará el hielo del océano Ártico de aquí a cincuenta años). El agua dulce adicional que llega al norte del océano Atlántico durante un ciclo más cálido también puede reducir la circulación termohalina. Tal reducción (mitigando los efectos del corriente del Golfo) también enfriaría el norte de Europa, cosa que causaría más nieve. También se ha sugerido que, durante una larga glaciación, los glaciares pueden atravesar el golfo de San Lorenzo, llegando hasta el norte del Atlántico y bloqueando la corriente del golfo.

### Procesos que la mitigan
Las capas glaciales que se forman durante las glaciaciones erosionan la tierra que tienen debajo. Tras un tiempo, esto produce un hundimiento isostático de la corteza por debajo del nivel del mar, reduciendo el espacio en que se pueden formar capas de hielo. Esto mitiga la retroalimentación del albedo, igual que la reducción del nivel del mar que acompaña la formación de las capas de hielo.
Otro factor es que la aridez provocada por el máximo glacial reduce las precipitaciones, haciendo más difícil que se mantenga la glaciación. El retroceso glacial provocado por este o cualquier otro proceso puede ser amplificado por procesos similares.

## Causas de las glaciaciones
Cualquier teoría científica que pretenda explicar las causas de las glaciaciones debe encarar dos cuestiones fundamentales. ¿Qué causa el comienzo de las condiciones glaciares? y ¿qué causó la alternancia de etapas glaciales e interglaciares que han sido documentadas para el Pleistoceno? Las causas de las edades glaciales todavía son un tema controvertido. Hay consenso en que varios factores son importantes: la composición de la atmósfera; los cambios en la órbita de la Tierra alrededor del Sol (llamados ciclos de Milankovitch; y posiblemente la órbita del Sol alrededor del centro de la galaxia); la dinámica de las placas tectónicas y su efecto sobre la situación relativa y la cantidad de corteza oceánica y terrestre a la superficie de la Tierra; variaciones en la actividad solar; la dinámica orbital del sistema Tierra-Luna; y el impacto de meteoritos de grandes dimensiones o las erupciones volcánicas.
Algunos de estos factores tienen una relación de causa-efecto. Por ejemplo, los cambios en la composición de la atmósfera de la Tierra (especialmente la concentración de gases de efecto invernadero) pueden alterar el clima, mientras que el cambio climático puede cambiar la composición de la atmósfera.
William Ruddiman, Maureen Raymo y colaboradores han sugerido que las mesetas del Tíbet y Colorado son inmensos sumideros de CO2, con una capacidad de eliminar suficiente dióxido de carbono de la atmósfera como por ser un factor significativo de la tendencia de enfriamiento de los últimos cuarenta millones de años. También argumentan que aproximadamente la mitad de su elevación (y el crecimiento de su capacidad de eliminar CO2) tuvo lugar a lo largo de los últimos diez millones de años.

### Cambios en la atmósfera terrestre
El cambio más importante es en la cantidad de gases de efecto invernadero en la atmósfera. Hay indicios que el nivel de gases de efecto invernadero de los casquetes glaciares, pero es difícil establecer relaciones de causalidad. El nivel de gases de efecto invernadero también podría haber sido alterado por otros factores propuestos como causa de las edades glaciales, como por ejemplo el movimiento de los continentes o el vulcanismo.
La teoría de la "Tierra Bola de Nieve" afirma que la gran glaciación de finales del Proterozoico llegó a su fin a causa de un aumento del nivel de CO2 de la atmósfera, y algunos de los que apoyan a la teoría argumentan que la Tierra Bola de Nieve fue causada por una reducción del CO2 en ella. Esta hipótesis prevé la repetición de este evento. William Ruddiman ha propuesto la hipótesis del Antropoceno antiguo (nombre dado por algunos al periodo más reciente de la historia de la Tierra), según la cual los humanos empezaron a tener un impacto global significativo en el clima y los ecosistemas de la Tierra no ya en el siglo XVIII con la Revolución Industrial, sino ya hace ocho mil años, debido a las intensas actividades agrícolas de los humanos antiguos. Ruddiman afirma que los gases de efecto invernadero generados por la agricultura impidieron el comienzo de una nueva glaciación.

### Posición de los continentes
El registro geológico parece indicar que las edades glaciales empiezan cuando los continentes se encuentran en una posición que bloquea o reduce el flujo de agua cálida del ecuador a los polos, permitiendo la formación de casquetes glaciares. Las capas de hielo aumentan el albedo de la Tierra, reduciendo la absorción de radiación solar. Esta reducción de la absorción de radiación enfría la atmósfera; este enfriamiento hace crecer los casquetes de hielo, aumentando el albedo todavía más. Este ciclo continúa hasta que la reducción en la erosión causa un aumento del efecto invernadero.
Se conocen tres configuraciones de la posición de los continentes que bloqueen o reduzcan el flujo de agua cálida del ecuador a los polos:
- cuando un continente se encuentra en un polo, como la Antártida actualmente;
- cuando un mar polar se encuentra casi totalmente rodeado de masas de tierra, como el océano Ártico;
- cuando un supercontinente cubre la mayoría del ecuador, como Rodinia durante el período Criogénico.

Puesto que la Tierra tiene actualmente un continente en su polo sur y un océano en el polo norte, los geólogos infieren que la Tierra continuará sufriendo periodos glaciales en el futuro (geológicamente) próximo.
Algunos científicos opinan que el Himalaya es un factor clave en la glaciación actual, pues estas montañas incrementan las precipitaciones totales de la Tierra, y por lo tanto el ritmo al cual el CO2 es eliminado de la atmósfera, reduciendo el efecto invernadero. La formación del Himalaya empezó hace unos setenta millones de años, cuando la placa India colisionó con la placa Euroasiática (todavía continúa elevándose unos cinco milímetros por año porque la placa india se mueve a un ritmo de 67 mm por año). La historia del Himalaya encaja generalmente con la reducción a largo término de la temperatura mediana global desde mediados del Eoceno, hace cuarenta millones de años.
Otros aspectos importantes que contribuyeron a la configuración climática de periodos anteriores son las corrientes oceánicas, que varían según la posición de los continentes y otros factores. Tienen la capacidad de enfriar (por ejemplo, contribuyendo a la creación del hielo de la Antártida) y de calentar (otorgando a las islas británicas un clima templado en lugar de boreal) el clima global. El cierre del istmo de Panamá hace aproximadamente tres millones de años podría haber dado pie al periodo actual de fuerte glaciación en Norteamérica, poniendo fin al intercambio de agua entre las regiones tropicales del Atlántico y el Pacífico.

### Ciclos astronómicos de Milankovitch

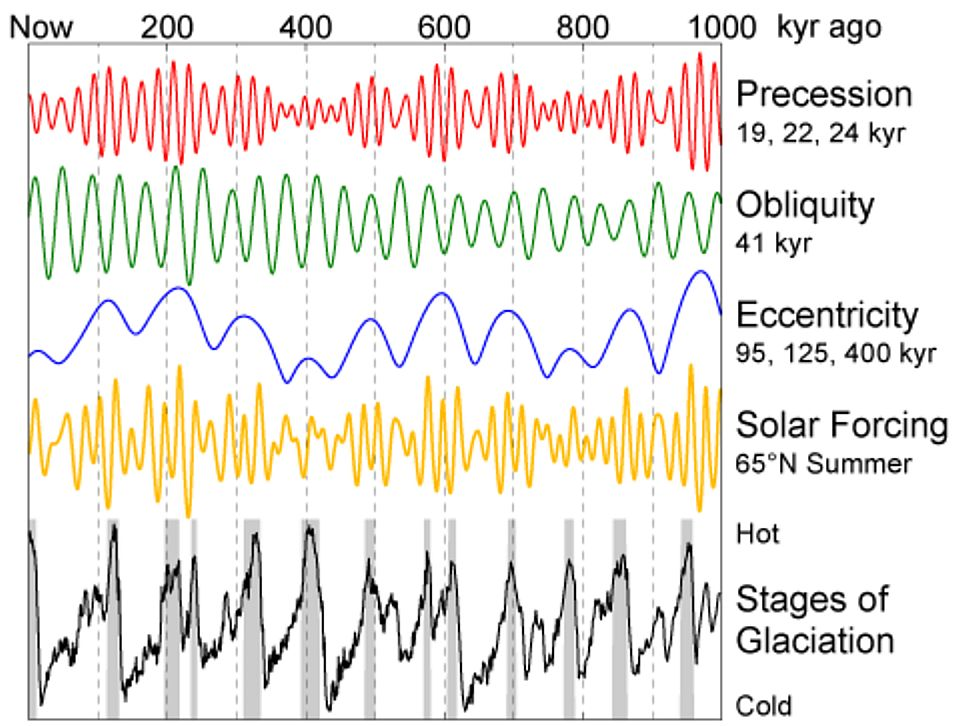
Diagrama de los ciclos de Milankovitch a lo largo del último millón de años.

Los ciclos de Milankovitch son una serie de variaciones cíclicas en las características de la órbita de la Tierra alrededor del Sol. Cada ciclo tiene una duración diferente, de forma que a veces sus efectos se compensan y a veces incluso se cancelan mutuamente.
Los investigadores dudan de que los ciclos de Milankotivch puedan iniciar o poner fin a una glaciación: pues incluso cuando sus efectos se combinan, no son suficientes; y porque las ocasiones en que los efectos se compensan o se cancelan son mucho más regulares y frecuentes que las edades glaciales. No obstante, existen modelos climáticos que los incluyen y que predicen la respuesta climática.
En cambio, hay indicios importantes de que los ciclos de Milankovitch afectan a la alternancia de periodos glaciales e interglaciares dentro de cada edad de hielo. La glaciación actual es la más investigada y la mejor comprendida, especialmente los últimos 400 000 años, pues este es el periodo que cubren los núcleos de hielo, que muestran la composición atmosférica, la temperatura y el volumen de hielo. En este periodo, la correspondencia de los periodos glaciales e interglaciares con los periodos de variación orbital es tan clara que se suele aceptar el papel que juega la variación de la órbita. Los efectos combinados de la distancia cambiante al Sol y las variaciones en el eje de la Tierra y en su inclinación redistribuyen la luz solar que recibe la Tierra. Los más importantes son los cambios en la inclinación del eje de la Tierra, que afectan la intensidad de las estaciones. Por ejemplo, la insolación a 65.º de latitud norte en julio puede variar hasta un 25 % (de 400 W/m² a 500W/m²). Se cree que las capas de hielo avanzan cuando los veranos se vuelven demasiado fríos para deshacer toda la nieve acumulada durante el invierno anterior. Algunos creen que las variaciones orbitales no son suficientes como para desencadenar una glaciación, pero hay otros factores que pueden contribuir.
Mientras que la teoría de Milankovitch predice que los cambios cíclicos de la órbita solar pueden quedar grabados al registro glacial, faltan explicaciones añadidas para explicar qué ciclos juegan el papel más importante en la alternancia glacial-interglaciar. De hecho, durante los últimos 800 000 años, el período de alternancia glacial-interglaciar ha sido de 100 000 años, cosa que se corresponde con los cambios en la excentricidad e inclinación orbitales. Pero esta es de lejos la frecuencia más reducida de las tres predichas por Milankovitch. Durante el periodo entre hace 3 y 0,8 millones de años, el patrón dominante de glaciación se correspondía con el periodo de 41 000 años de los cambios en la oblicuidad de la Tierra (la inclinación de su eje). Las razones del dominio de una frecuencia sobre otra todavía no se comprenden bien y están siendo investigadas, pero es probable que la respuesta esté relacionada con algún tipo de respuesta compleja del sistema climático terrestre.
La teoría "tradicional" no llega a explicar el dominio del ciclo de cien mil años durante los últimos ocho ciclos. Richard A. Muller, Gordon J. MacDonald y otras han indicado que estos cálculos son aptos para un modelo bidimensional de la órbita terrestre, pero que la órbita tridimensional también tiene un ciclo de variación de la oblicuidad que dura cien mil años. Han propuesto que estas variaciones de la oblicuidad pueden conducir a variaciones en la insolación. Aun cuando pone en juego un mecanismo diferente al del concepto tradicional, los periodos predichos a lo largo de los últimos 400 000 años son prácticamente los mismos. La validez de la teoría de Muller y MacDonald ha sido cuestionada a su vez por Rial.
William Ruddiman sugiere un modelo que explica el ciclo de cien mil años modulando la excentricidad sobre la precesión, combinado con el efecto de los gases de efecto invernadero. Peter Huybers Propone todavía otra teoría, argumentando que el ciclo dominante siempre ha sido el de 41 000 años, pero que la Tierra tiene actualmente un comportamiento climático en que solo tiene lugar una edad glacial cada dos o tres ciclos. Esto implicaría que el periodo de cien mil años no es más que una ilusión creada haciendo la media de ciclos que duran 80 000 y 120 000 años. Esta teoría se corresponde con la incertidumbre de las dataciones, pero no ha recibido demasiado apoyo.

### Variaciones en la actividad solar
Hay al menos dos tipos de variación en la actividad solar
- A muy largo plazo, los astrofísicos calculan que el Sol libera un 10 % más de energía cada 109 años. De aquí a dentro de mil millones de años, el 10 % añadido será suficiente como para causar un efecto invernadero irreversible en la Tierra —el aumento de la temperatura produce más nubes de vapor de agua, el cual funciona como un gas de efecto invernadero mucho más potente que el CO2,[29] la temperatura aumenta, se produce más vapor, etc.—. En cambio otras teorías acerca de las nubes afirman todo lo contrario; al crearse más nubes la temperatura desciende.
- Variaciones a corto plazo. Puesto que el Sol posee un gran tamaño, los efectos de sus desequilibrios internos y los procesos de retroalimentación negativa tardan mucho tiempo en propagarse, de forma que estos procesos se potencian y producen todavía más desequilibrios. En este contexto, "mucho tiempo" quiere decir miles o millones de años.

El aumento a largo plazo de la emisión de energía del Sol no puede ser la causa de las edades glaciales.
Las variaciones a corto plazo mejor conocidas son los ciclos de las manchas solares, especialmente el mínimo de Maunder, que está relacionado con la parte más fría de la pequeña edad de hielo. Como los ciclos de Milankovitch, los efectos de los ciclos de las manchas solares son demasiado débiles y frecuentes para explicar el comienzo y el fin de las edades glaciales pero es muy probable que sean la razón de las variaciones de temperatura dentro de las edades glaciales.

### Vulcanismo
Los episodios volcánicos más grandes conocidos, las erupciones que crearon las traps siberianas y del Decán y que cumplieron un papel importante durante las extinciones en masa, no tienen nada que ver con las edades glaciales. A simple vista, parece que esto pueda implicar que el vulcanismo no puede producir glaciaciones.
Aun así, el 70 % de la superficie de la Tierra está cubierto de agua, y la teoría de las placas tectónicas predice que la corteza oceánica de la Tierra se renueva completamente cada 200 millones de años. Por lo tanto, es imposible encontrar indicios de llanuras submarinas o de otros grandes episodios volcánicos de más de 200 millones de años de antigüedad, y los indicios de episodios volcánicos más antiguos posiblemente ya han sido erosionados. En otras palabras, que no se hayan encontrado pruebas de otros acontecimientos volcánicos a gran escala no significa que no hayan sucedido.
En teoría, es posible que los volcanes submarinos pudieran poner fin a una edad glacial, creando un calentamiento global. Una explicación propuesta del máximo térmico del Paleoceno-Eoceno es que los volcanes submarinos liberaran metano atrapado en clatratos, causando un grande y rápido incremento del efecto invernadero. No parece haber indicios geológicos de estas erupciones en este periodo, pero esto no implica que no ocurrieran.
Es más difícil ver qué papel podría tener el vulcanismo en empezar una edad glacial, puesto que los efectos que lo frenen deberán ser más débiles y a más corto plazo que los efectos que lo produzcan. Esto exigiría que polvos y nubes de aerosoles permanecieran en la atmósfera superior y bloquearan la luz solar durante miles de años, cosa que parece muy improbable. Los volcanes submarinos no podrían producir este efecto, puesto que el polvo y los aerosoles serían absorbidos por la mar antes de que llegaran a la atmósfera. No obstante, esta hipótesis se considera como plausible en el caso de la Pequeña Edad del Hielo.

### Radiación cósmica galáctica
Recientemente el científico Ner Shaviv ha señalado, y divulgado en el documental "El misterio de las nubes"
, que las glaciaciones serían causadas por el cruce cíclico del sistema solar a través de los brazos espirales de la galaxia, durante la órbita del Sol alrededor de Sagitario A* (el agujero negro del centro de la Vía Láctea) a lo largo del año galáctico, que dura 250 millones de años.
El mecanismo que se sobreentiende es el propuesto por Henrik Svensmark, según el cual los rayos cósmicos producen núcleos de condensación en la atmósfera, los cuales funcionan como semillas de nubes (a más nubes, más frío), y que en los brazos galácticos hay más estrellas, por tanto, más supernovas, y más rayos cósmicos.
La ciclicidad de las glaciaciones sería explicada por este mecanismo de órbita galáctica, ocupando fracciones de 250 millones de años (año galáctico), aproximadamente.
En el momento actual, el Sistema solar estaría cruzando un pequeño brazo espiral de la galaxia, lo cual explicaría la actual glaciación (presencia de casquetes en los polos).

## Los factores terrestres
Las variaciones climáticas están determinadas, también, por fluctuaciones de la concentración en el aire de gases responsables del efecto invernadero, la actividad volcánica, los cambios en las corrientes oceánicas, las inversiones magnéticas y en la tectónica de placas.
Estos cambios de los climas produjeron modificaciones en las poblaciones animales y vegetales, a través de la extinción, adaptación y migración de especies. En el estudio de estas modificaciones se basan los métodos biológicos de estimación de las condiciones climáticas y ambientales del pasado.
Las erupciones volcánicas lanzan a la atmósfera grandes cantidades de cenizas que permanecen en suspensión durante años, reduciendo el brillo del Sol y bajando la temperatura media de la atmósfera. Este mecanismo también puede funcionar tras el impacto de un gran meteorito, pero estos episodios son más esporádicos. Para que el polvo volcánico origine una era glacial sería necesario un ciclo volcánico muy violento y sostenido a lo largo de años y en todo el mundo. Las erupciones volcánicas también hacen aumentar las concentraciones de CO2 en la atmósfera.
Las inversiones magnéticas se consideran como un posible factor que desencadena una glaciación porque en el proceso de inversión se debilita el campo magnético (y se orienta en dirección este-oeste). La mayor presencia de rayos cósmicos provoca en la troposfera la formación de nubes, lo que comporta un enfriamiento de la Tierra. Un campo magnético fuerte canaliza las radiaciones hacia los polos, fenómeno observable en las auroras boreales, calentando las capas altas de la atmósfera. Claro que lo normal es suponer que una mayor incidencia de la radiación favorece el calentamiento de la atmósfera.
También la disposición de los continentes y la tectónica de placas tienen influencia en el clima global. Si las tierras emergidas se concentran en las latitudes bajas, el clima tiende a ser más cálido, puesto que los mares (en las latitudes altas) conservan mejor el calor y de esta manera dificultan la aparición de hielo permanente. Cuando los continentes se concentran en las latitudes altas, aparecen los grandes indlandsis, ya que las temperaturas bajan y las aguas cálidas tropicales ya no dulcifican el clima polar. Además, cuando los continentes chocan, la actividad volcánica aumenta.
La expansión de los bosques también tiende a enfriar el clima de la Tierra, ya que las plantas aumentan la nubosidad, y por lo tanto se reduce el brillo del sol, pero lo fundamental es que fijan el carbono.

### El ciclo del carbono
Las prospecciones en la estación antártica de Vostok demuestran que el aumento de la proporción de CO2 en la atmósfera  y el aumento de la temperatura coinciden en el tiempo. También las concentraciones de metano son menores durante los períodos fríos. La concentración de CO2 en la atmósfera disminuye gracias al océano, ya que los seres vivos de superficie fijan el carbono para formar sus esqueletos. Al morir son arrastrados, con el carbono, hacia el fondo del océano. En aguas poco profundas forman calizas y dolomías, con lo que entran a formar parte de la corteza terrestre. La disolución de las calizas y la respiración de los seres vivos devuelve el carbono a la atmósfera. Sin el CO2 no sería posible la fotosíntesis, y por lo tanto la vida tal como la conocemos. La velocidad con que el océano es capaz de fijar carbono depende de la cantidad de nutrientes en su seno. Al comenzar el deshielo se inundan las plataformas continentales y se pierde el carbono orgánico de ellas, reduciéndose la capacidad de fijar carbono y aumentando su concentración en la atmósfera. No obstante lo dicho, se considera que tanto los ciclos de actividad solar, como los factores terrestres pueden ser responsables de las variaciones intermedias del clima, pero no de las grandes glaciaciones.

## Glaciaciones notables
Dos glaciaciones han sido especialmente dramáticas en la historia de la Tierra: la Tierra Bola de Nieve, que se inició a finales del Proterozoico, hace aproximadamente 700 millones de años, y la glaciación wisconsiense o de Würm, acaecida a finales del Pleistoceno. Otra edad glacial de especial impacto en la historia reciente fue la Pequeña Edad de Hielo, que abarcó desde comienzos del siglo XIV hasta mediados del XIX.

### Tierra Bola de Nieve

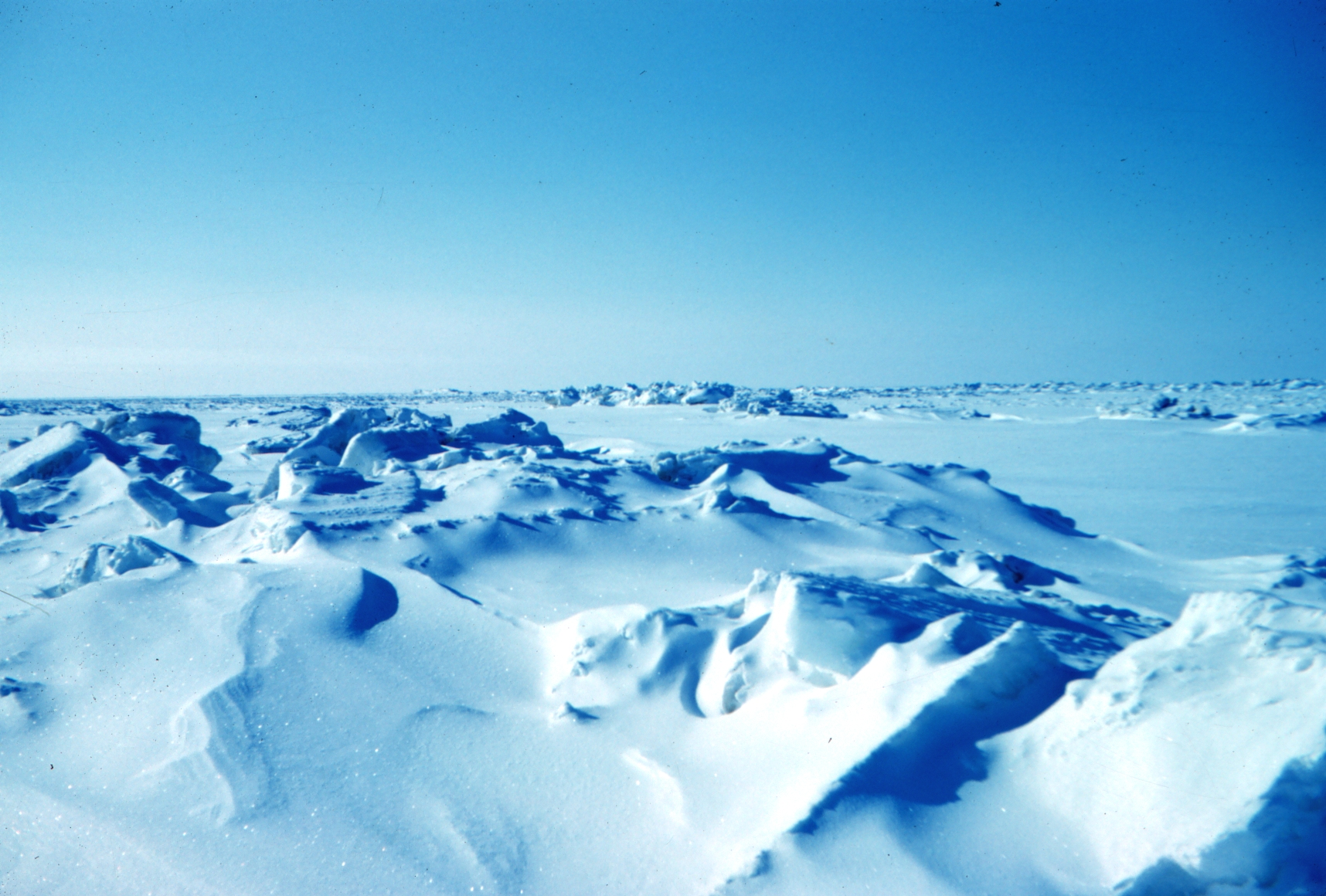
La superficie terrestre debía de tener una apariencia similar durante la glaciación denominada "Tierra Bola de Nieve".

La hipótesis Snowball Earth (Tierra Bola de Nieve) hace referencia a los efectos que una gigantesca glaciación provocó sobre todo el planeta, la mayor de las acaecidas en la Tierra, según los registros de datos disponibles. La glaciación se inició a finales del Proterozoico, hace aproximadamente 700 millones de años.
Esta teoría intenta dar explicación a los depósitos de sedimentos glaciales encontrados en latitudes tropicales y que se acumularon durante el período Criogénico (hace 850-630 millones de años), así como otros enfriamientos enigmáticos que se han encontrado en el registro geológico del período Criogénico.
Según las teorías actuales, la causa de esta gran glaciación se encuentra en la formación de un supercontinente, Rodinia, situado en la zona ecuatorial. Una configuración tropical de los continentes es, quizás sorprendentemente, necesaria por desencadenar una Tierra Bola de Nieve. Los continentes tropicales reflejan más luz que el océano abierto, de forma que absorben menos calor del Sol; la mayoría de la absorción de energía solar a la Tierra tiene lugar actualmente a los océanos tropicales. Además, los continentes tropicales reciben más precipitaciones, cosa que incrementa el caudal y la erosión.
Cuando se las expone en el aire, los silicatos sufren reacciones erosivas que extraen dióxido de carbono de la atmósfera terrestre. Estas reacciones suelen seguir este proceso: mineral rocoso + CO2 + H2O → cationes + bicarbonato + SiO2. Un ejemplo de una reacción de este tipo es la erosión de la wollastonita: CaSiO3 + 2CO2 + H2O → Ca2+ + SiO2 + 2HCO3-
Los cationes de calcio liberados reaccionan con el bicarbonato disuelto en los océanos para formar carbonato de calcio como roca sedimentaria. Esto transfiere dióxido de carbono, un gas de efecto invernadero, del aire a la geosfera y, en un estado de equilibrio a escalera geológica, contrarresta el dióxido de carbono que liberan los volcanes a la atmósfera.
La escasez de sedimentos apropiados por analizarlos hace que sea difícil establecer con precisión la distribución continental durante el Neoproterozoico. Algunos modelos sugieren una configuración polar de los continentes —una característica de todas las otras glaciaciones importantes—, puesto que representan un punto en que se puede acumular el hielo. Cambios en la circulación oceánica podrían haber desencadenado la Tierra Bola de Nieve.

### La glaciación de Würm

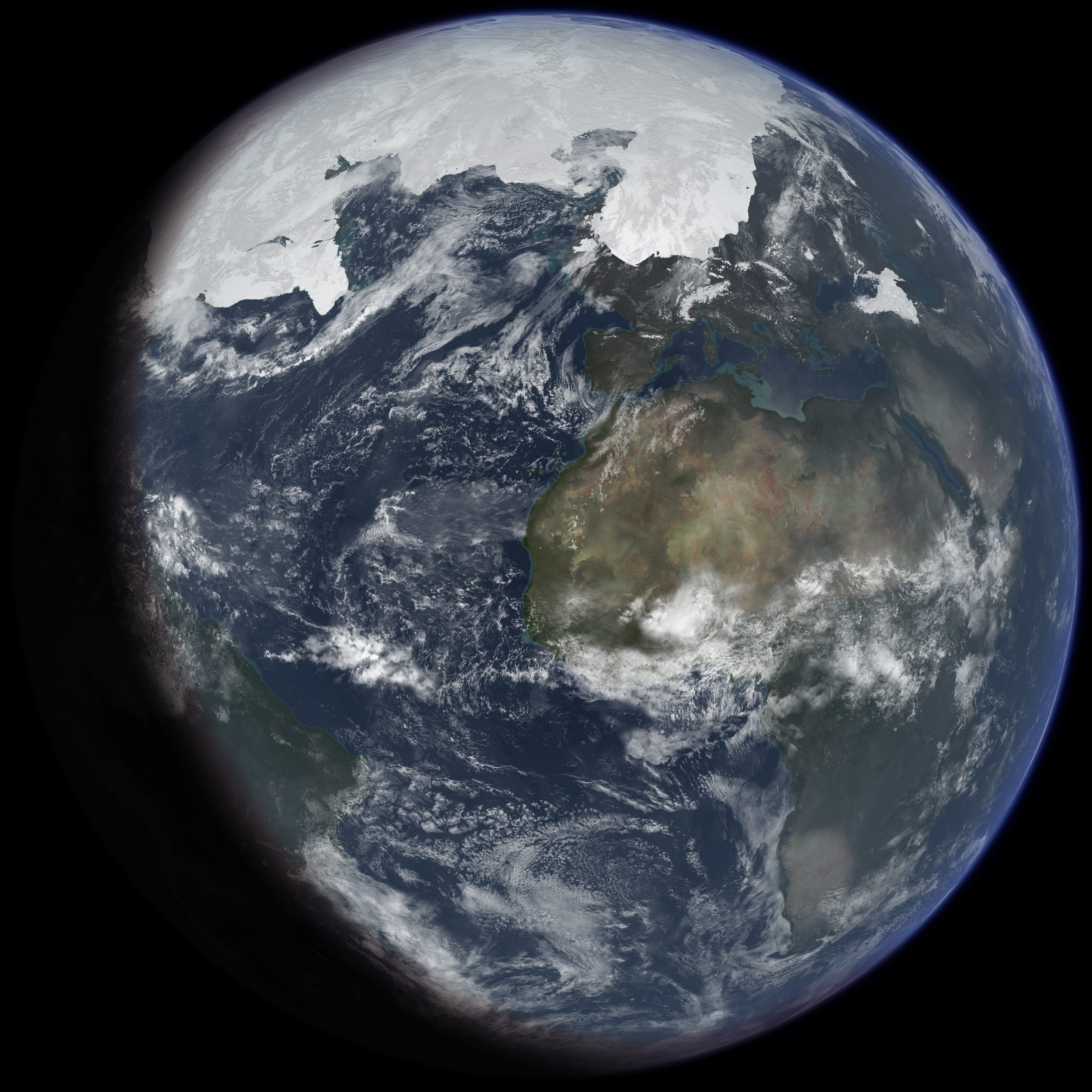
Impresión artística del alcance de la última edad glacial

La glaciación de Würm es el periodo glacial más reciente dentro de la edad glacial actual, y tuvo lugar durante el periodo Pleistoceno. Empezó hace aproximadamente cien mil años y se acabó entre hace 10 000 y 15 000 años. Durante este periodo hubo diferentes variaciones entre adelanto y retroceso de los glaciares. El punto máximo de esta glaciación fue hace aproximadamente dieciocho mil años. Mientras que el proceso general de enfriamiento global y avance de los glaciares fue similar, las diferencias locales en el desarrollo y retroceso de los glaciares hace difícil comparar los detalles de un continente al otro. La última glaciación se concentró en las enormes capas de hielo de Norteamérica y Eurasia. Vastas regiones de los Alpes, el Himalaya y los Andes estaban cubiertas de hielo, y la Antártida permaneció helada. Canadá estaba casi cubierto de hielo, así como el norte de los Estados Unidos, ambos cubiertos por el inmenso casquete de hielo de Laurentia. Alaska permaneció en parte libre de hielo debido a condiciones climáticas áridas. Hubo glaciaciones locales en las Montañas Rocosas. En Gran Bretaña, Europa continental y el noroeste de Asia, la capa de hielo Escandinava volvió a llegar hasta el norte de las islas británicas, Alemania, Polonia y Rusia, llegando tan al este como la península de Taimyr al oeste de Siberia. El punto máximo de la glaciación al oeste de Siberia fue hace aproximadamente entre 18 000 y 17 000 años; más tarde que en Europa (entre hace 22 000 y 18 000 años). El nordeste de Siberia no estaba cubierto de hielo. El océano Ártico, situado entre las dos vastas capas de hielo de América y Eurasia, no estaba completamente helado, sino que, como en la actualidad, estaba cubierto con hielo relativamente poco grueso, susceptible a los cambios estacionales y lleno de icebergs generados en los casquetes de hielo aledaños.
Según la composición de los sedimentos marinos estudiados, incluso habría habido épocas en las que las aguas quedaban libres de hielo. La glaciación del hemisferio sur fue menos importante debido a la configuración actual de los continentes. Había casquetes de hielo en los Andes, donde se conocen seis avances de glaciares entre el 31 500 a. C. y el 11 900 a. C. en los Andes de Chile. La Antártida estaba completamente helada, como hoy en día, pero el casquete polar no dejó ninguna parte sin cubrir. El ontinente australiano solo estaba helado en una zona muy pequeña cerca del Monte Kosciuszko, mientras que la glaciación estaba más extendida en Tasmania. En Nueva Zelanda hubo glaciación en sus Alpes Neozelandeses, de donde se conocen al menos tres avances glaciares. Hubo casquetes de hielo locales en Irian Jaya, Indonesia, donde todavía se conservan restos de los glaciares del Pleistoceno en tres zonas diferentes.
La glaciación de Würm es la parte mejor conocida de la edad glacial actual, y ha sido intensamente investigada en Norteamérica, Eurasia septentrional, Himalaya y otras regiones antiguamente heladas del mundo. Las glaciaciones que tuvieron lugar durante este periodo cubrieron muchas áreas, principalmente al hemisferio norte, y en menor medida al hemisferio sur.

### La Pequeña Edad del Hielo

Paisaje nevado, 1565, Pieter Brueghel el Viejo

La Pequeña Edad de Hielo fue un período frío que abarcó desde comienzos del siglo XIV hasta mediados del XIX. Puso fin a una era extraordinariamente calurosa llamada Óptimo climático medieval. Hubo tres máximos: sobre 1650, alrededor de 1770 y hacia 1850.
Durante el periodo 1645-1715, en mitad de la Pequeña Edad de Hielo, la actividad solar reflejada en las manchas solares era sumamente baja: este periodo es conocido como el Mínimo de Maunder. El eslabón preciso entre la baja actividad de las manchas solares y las frías temperaturas no se han establecido, pero la coincidencia del Mínimo de Maunder con el periodo más profundo de la Pequeña Edad de Hielo sugiere que hay una conexión. Otros indicadores de la baja actividad solar durante este período son los niveles de carbono-14 y berilio 10.
A lo largo de la Pequeña Edad de Hielo el mundo experimentó también una actividad volcánica elevada, lo que aumentó las emisiones de azufre en forma de gas SO2. Cuando este gas alcanza la estratosfera se convierte en partículas de ácido sulfúrico que reflejan los rayos del sol reduciendo la cantidad de radiación que alcanza la superficie de la tierra (efecto albedo). En 1815 la erupción de Tambora en Indonesia cubrió la atmósfera de cenizas; el año siguiente, 1816, fue conocido como el año sin verano, cuando hubo hielo y nieves en junio y julio en Nueva Inglaterra y el Norte de Europa.
Otra posible causa de la Pequeña Edad del Hielo pudo ser la detención de la circulación termohalina (también conocida como «cinta transportadora oceánica»). La Corriente del Golfo pudo dejar de ser operativa debido a la introducción de una gran cantidad de agua fría en el Atlántico Norte debido a la existencia de temperaturas relativamente altas del Óptimo climático medieval.
A partir de 1850, el clima comenzó a cambiar hacia temperaturas más cálidas. Algunos escépticos sobre el calentamiento global arguyen que los cambios actuales se deben a la recuperación climática de este último evento glacial, y que, por ello, la actividad humana no es causante de este cambio. La mayor parte de la comunidad científica apoya la idea de que el cambio climático reciente está desencadenado, en mayor o menor medida, por el incremento en las emisiones de dióxido de carbono a la atmósfera debido a las actividades humanas.

## Efectos en la actualidad

### Glaciares
Los glaciares cubren en la actualidad unos 14,9 millones de km², casi un 10 % de la superficie terrestre. Esta proporción aumentó hasta 44,4 millones de km², un 30 % de la superficie terrestre, durante los periodos glaciales. El manto de hielo laurentiano, por ejemplo, se estima que cubrió más de 13,3 millones de km², mientras que en el presente la cobertura glaciar ocupa 147 248 km² en el norte de Canadá; algo parecido ocurre con el de Escandinavia, con 6,7 millones de km² y 3810 km², respectivamente. Además, las regiones de la Tierra ocupadas por glaciares en el pasado muestran unas determinadas formas de relieve y sedimentos asociados. Los glaciares también tienen efectos indirectos sobre el paisaje; uno de los más comunes es la desviación de las corrientes fluviales en sistemas de drenaje preexistentes, como se constata en el tramo alto del río Severn, en Gran Bretaña, que alguna vez fue cabecera del río Trent.

### Orografía

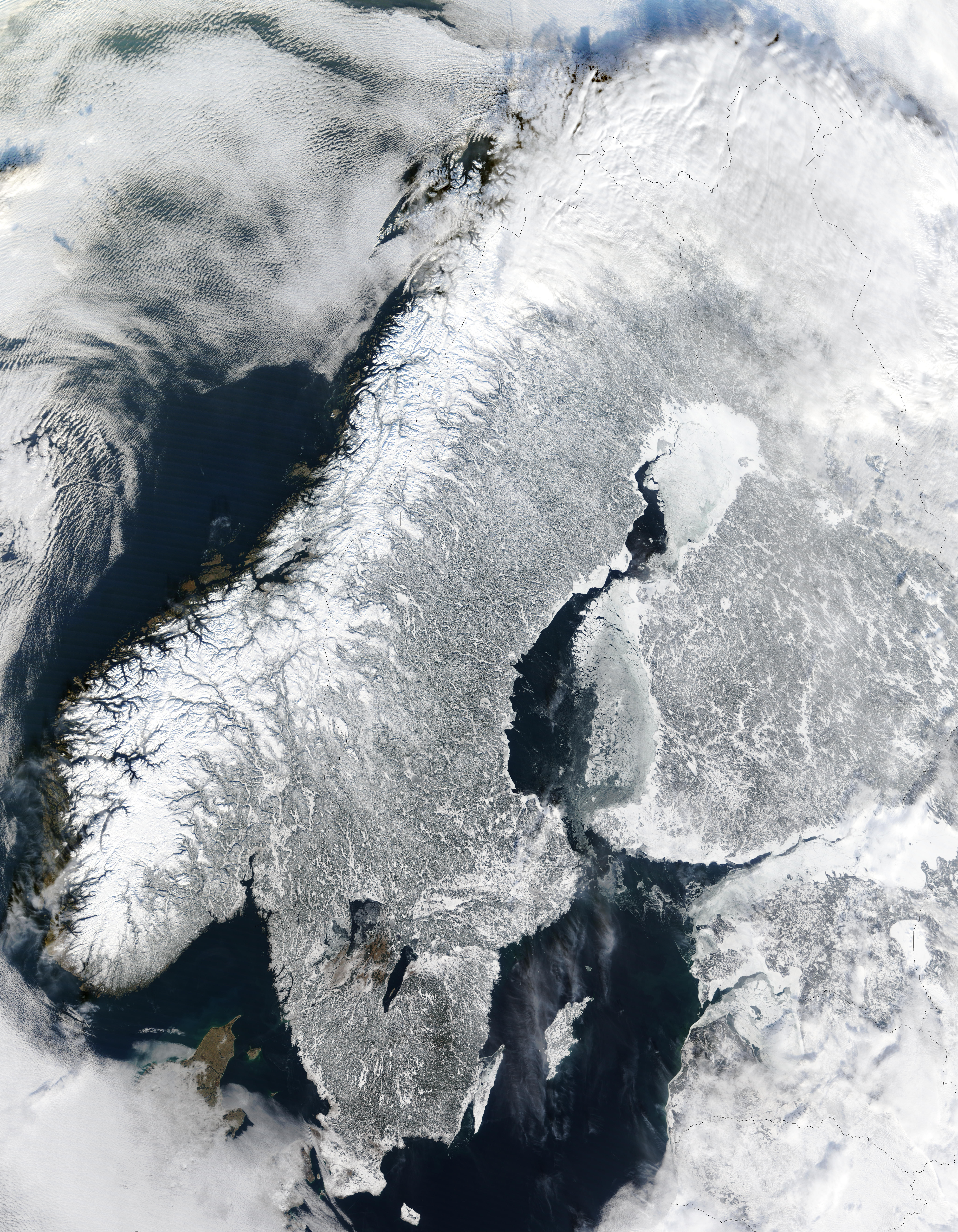
Escandinavia muestra en su geografía los efectos de las glaciaciones: fiordos y lagos

Aunque el último periodo glacial terminó hace más de 9000 años, sus efectos aún son visibles. Por ejemplo, el movimiento del hielo modeló el paisaje de Canadá, Groenlandia, norte de Eurasia y la Antártida. Los bloques erráticos, tilitas, drumlins, fiordos, lagos, morrenas o los circos son estructuras típicamente derivadas de los movimientos de grandes masas de hielo.
El peso de las capas de hielo deformó la corteza terrestre y el manto; cuando el hielo se fundió, la corteza se elevó por isostasia. Debido a la gran viscosidad de la Tierra, el flujo de las rocas del manto es muy lento, y este proceso se produjo a una velocidad de un centímetro por año. Se admite que este «reflote» de la corteza comporta movimientos de tierra, cambios en el nivel del mar, en el campo magnético terrestre, inducción de terremotos e incluso cambios en la rotación terrestre.
Durante la glaciación, el agua retirada de los océanos, congelada en latitudes altas, redujo el nivel de estos, permitiendo la aparición de pasarelas continentales como Beringia, que permitieron la migración de especies y cuyos efectos evolutivos observamos en la biodiversidad actual. Esta transferencia genética se detuvo con la fusión de los glaciares. Geológicamente, esta fusión significó la generación de mucha complejidad ecológica espacial y temporal, como la aparición de lagos salinos.